# Verdrag van Mignano

Het Verdrag van Mignano werd gesloten op 25 juli 1139 te Mignano tussen koning Rogier II van Sicilië en paus Innocentius II na een decennium van oorlogsvoering in Zuid-Italië.

## Achtergrond
In 1130 werden twee pausen gekozen, de kandidaat van keizer Lotharius III was Innocentius II, Anacletus II was de kandidaat van de Romeinse familie Frangipani. Anacletus II kroonde Rogier II tot koning van Sicilië, paus Innocentius II ging hier tegenin. Het gevolg was dat Zuid-Italië de jaren die erop volgden in rep en roer stond.
Keizer Lotharius III wilde een einde maken aan de chaos en kwam met een groot leger en veroverde Zuid-Italië in 1137. Helaas voor de medestanders van de keizer, want Lotharius stierf nog hetzelfde jaar en Rogier II hernam zijn gebieden. Samen met de onteigende Robert II van Capua ging paus Innocentius II in 1139 in de tegenaanval. Ter hoogte van Galluccio (zie kaart) vielen de pauselijke troepen in een hinderlaag en werd Innocentius II gevangengenomen door de troepen van Rogier III van Apulië, de oudste zoon van Rogier II. Robert II kon ontkomen.

## Verdrag
Paus Innocentius II werd gedwongen tot erkenning van Rogier II, als koning van Sicilië, prins van Capua en hertog van Apulië en Calabrië.
In 1143 kwam paus Innocentius II terug op het afgedwongen verdrag. Rogier II stuurde zijn vertrouwensman Robert van Selby, die het pauselijke leen Benevento binnenviel. Innocentius II erkende het Verdrag van Mignano opnieuw.